# (17569) 1994 LB8
(17569) 1994 LB8 là một tiểu hành tinh vành đai chính. Nó được phát hiện bởi Henri Debehogne và Eric Walter Elst ở Đài thiên văn La Silla ở Chile ngày 8 tháng 6 năm 1994.